# Aleksa Šantić, Sombor
Aleksa Šantić (izvirno srbsko Алекса Шантић) je naselje v Srbiji, ki upravno spada pod Mesto Sombor; slednja pa je del Zahodnobačkega upravnega okraja.

## Demografija
V naselju živi 1.779 polnoletnih prebivalcev, pri čemer je njihova povprečna starost 41,9 let (41,0 pri moških in 42,7 pri ženskah). Naselje ima 748 gospodinjstev, pri čemer je povprečno število članov na gospodinjstvo 2,90.
To naselje je, glede na rezultate popisa iz leta 2002, v glavnem srbsko.
|  |

| Demografija | Demografija     | Demografija     |
| Leto        | Št. prebivalcev | Št. prebivalcev |
| ----------- | --------------- | --------------- |
|             |                 |                 |
|             |                 |                 |
|             |                 |                 |
|             |                 |                 |
| 1948        | 1020            |                 |
| 1953        | 1446            |                 |
| 1961        | 1751            |                 |
| 1971        | 2064            |                 |
| 1981        | 2259            |                 |
| 1991        | 2267            | 2245            |
| 2002        | 2209            | 2172            |
|             |                 |                 |

| Etnična sestava po popisu iz leta 2002 | Etnična sestava po popisu iz leta 2002 | Etnična sestava po popisu iz leta 2002 | Etnična sestava po popisu iz leta 2002 | Etnična sestava po popisu iz leta 2002 |
| -------------------------------------- | -------------------------------------- | -------------------------------------- | -------------------------------------- | -------------------------------------- |
| Srbi                                   | Srbi                                   |                                        | 1.630                                  | 75,04%                                 |
| Hrvati                                 | Hrvati                                 |                                        | 129                                    | 5,93%                                  |
| Madžari                                | Madžari                                |                                        | 124                                    | 5,70%                                  |
| Bunjevci                               | Bunjevci                               |                                        | 78                                     | 3,59%                                  |
| Jugoslovani                            | Jugoslovani                            |                                        | 65                                     | 2,99%                                  |
| Nemci                                  | Nemci                                  |                                        | 15                                     | 0,69%                                  |
| Romuni                                 | Romuni                                 |                                        | 14                                     | 0,64%                                  |
| Makedonci                              | Makedonci                              |                                        | 9                                      | 0,41%                                  |
| Črnogorci                              | Črnogorci                              |                                        | 7                                      | 0,32%                                  |
| Muslimani                              | Muslimani                              |                                        | 6                                      | 0,27%                                  |
| Slovenci                               | Slovenci                               |                                        | 3                                      | 0,13%                                  |
| Romi                                   | Romi                                   |                                        | 2                                      | 0,09%                                  |
| Rusini                                 | Rusini                                 |                                        | 1                                      | 0,04%                                  |
| Bolgari                                | Bolgari                                |                                        | 1                                      | 0,04%                                  |
| Albanci                                | Albanci                                |                                        | 1                                      | 0,04%                                  |
| Neznano                                | Neznano                                |                                        | 4                                      | 0,18%                                  |